# Charles Witherspoon
Charles Witherspoon (* im 20. Jahrhundert in Belfast) ist ein nordirischer Autor.

## Leben
Er besuchte das Belfaster Municipal College of Technology und arbeitete dann in den 1930er Jahren auf einer Schiffswerft in Belfast. Nach Abschluss der Lehre wurde er jedoch entlassen. Es schloss sich für 14 Jahre eine Arbeit als Versicherungsagent an.
Witherspoon trat einer Theatergruppe bei. Er wurde Schauspieler und arbeitete als Sprecher im Rundfunk und für Hörspiele sowie als Fernsehautor. Neben Hörspielen schreibt er Bühnenstücke, Kurzgeschichten und Dokumentationen.

## Werke
- The Bondage, 1947
- Death in Three Brains, 1948
- A Sea of Troubles, 1973